# São Cosmado
São Cosmado é uma vila portuguesa sede da Freguesia de São Cosmado do Município de Armamar, freguesia com 13,95 km² de área e 514 habitantes (censo de 2021), tendo, assim, uma densidade populacional de 36,8 hab./km².
A povoação de São Cosmado foi elevada à categoria de vila em 1999.
Foi vila e sede de concelho até meados do século XIX. Este era constituído apenas pela freguesia da sede e tinha, em 1801, 702 habitantes. Após as reformas administrativas do início do liberalismo anexou as freguesias de Goujim, Santa Cruz de Lumiares, Chãs, Granja do Tedo e Longa. Tinha, em 1849, 3459 habitantes. O Concelho foi extinto em 1855.
São Cosmado é uma das maiores povoações do Município de Armamar. Da freguesia fazem ainda parte as povoações de Contim, Lapinha e Cardais. Está situada no limite sul do município, fazendo fronteira com os de Moimenta da Beira e Tabuaço.
A algumas centenas de metros a este do centro de São Cosmado, encontram-se os Calhaus do Cunho.

## História
A história de São Cosmado tem tanto de antiguidade como de riqueza. Nesta zona são abundantes as lendas, os contos e as histórias. Existem vestígios de uma fortaleza castreja a nascente da atual povoação no monte do castelo. Esta tinha por vizinhas outros três: espaços fortificados (castros): o de Goujoim, o de Longa e o monte Ladário. Isto revela que a zona terá sido densamente povoada em tempos remotos.
Mais tarde São Cosmado terá usufruído de foral antigo e depois de foral manuelino, este concedido a 15 de dezembro de 1512, consagrando São Cosmado como Concelho. No Cadastro de 1527, tinha 65 moradores e confrontava com os Concelhos de Lumiares, Goujoim, Granja do Tedo e Castelo. O Concelho de São Cosmado foi suprimido em 24 de outubro de 1855, passando a pertencer, como freguesia, ao de Armamar. O desenho urbano da vila revela muitos traços dessa época.
No princípio do século XX cultivava-se tabaco em São Cosmado e, a julgar pelos registos deixados, seria de muito boa qualidade.
Do património da freguesia destacam-se: a igreja matriz, seiscentista, de São Cosme e São Damião, com talha dourada barroca e considerada a mais artística do Município. Este templo terá sido construído no início do século XVII mas antes existiu um outro templo, dos princípios da Nacionalidade, no fundo do povoado no sítio das Fontaínhas que ainda hoje é reconhecido pelo nome de Igreja Velha; merece também atenção o Cruzeiro do Senhor das Prisões e, ao fundo da freguesia, dois blocos graníticos de grandes dimensões e encostados um no outro, os Penedos do Cunho, envoltos em mistérios e lendas curiosas (uma lenda diz que um deles contém fogo e outro oiro); de referir ainda as capelas de S. Pedro (1640), do Sr. da Aflição (1904), de S. Gonçalo, da Sra. da Conceição; ainda nos Cardais a capela de S. João (seiscentista) e, da mesma época, na Lapinha, a capela de S. Francisco.
Junto da Igreja Matriz pode ver-se o busto de um insigne local, Francisco Gomes Teixeira (1851-1933), professor catedrático de Matemáticas e primeiro reitor da Universidade do Porto.

## Lugares
Contim é o segundo lugar da freguesia. Os Cardais e a Lapinha são aglomerados mais modestos e, ao contrário de Contim, desviados do eixo da estrada nacional. Estas duas pequenas povoações estão referenciadas como antigos centros de tecelagem manual, pisoamento de buréis e fiação de lãs.
Mas, voltemos a Contim. Aqui destaca-se, pela sua dimensão e beleza arquitetónica, a capela da Sra. dos Milagres. Segundo a tradição oral terá sido construída a mando de D. Maria I, como retribuição de uma promessa pela cura do infante que, segundo a mesma tradição terá sido amamentado por ama da Granja do Tedo. A enquadrar este templo, enriquecendo a envolvente do local, surgem duas construções associadas ao tempo das peregrinações: a Casa da Novena e o artístico fontanário das três bicas, na fachada da Casa da Novena.

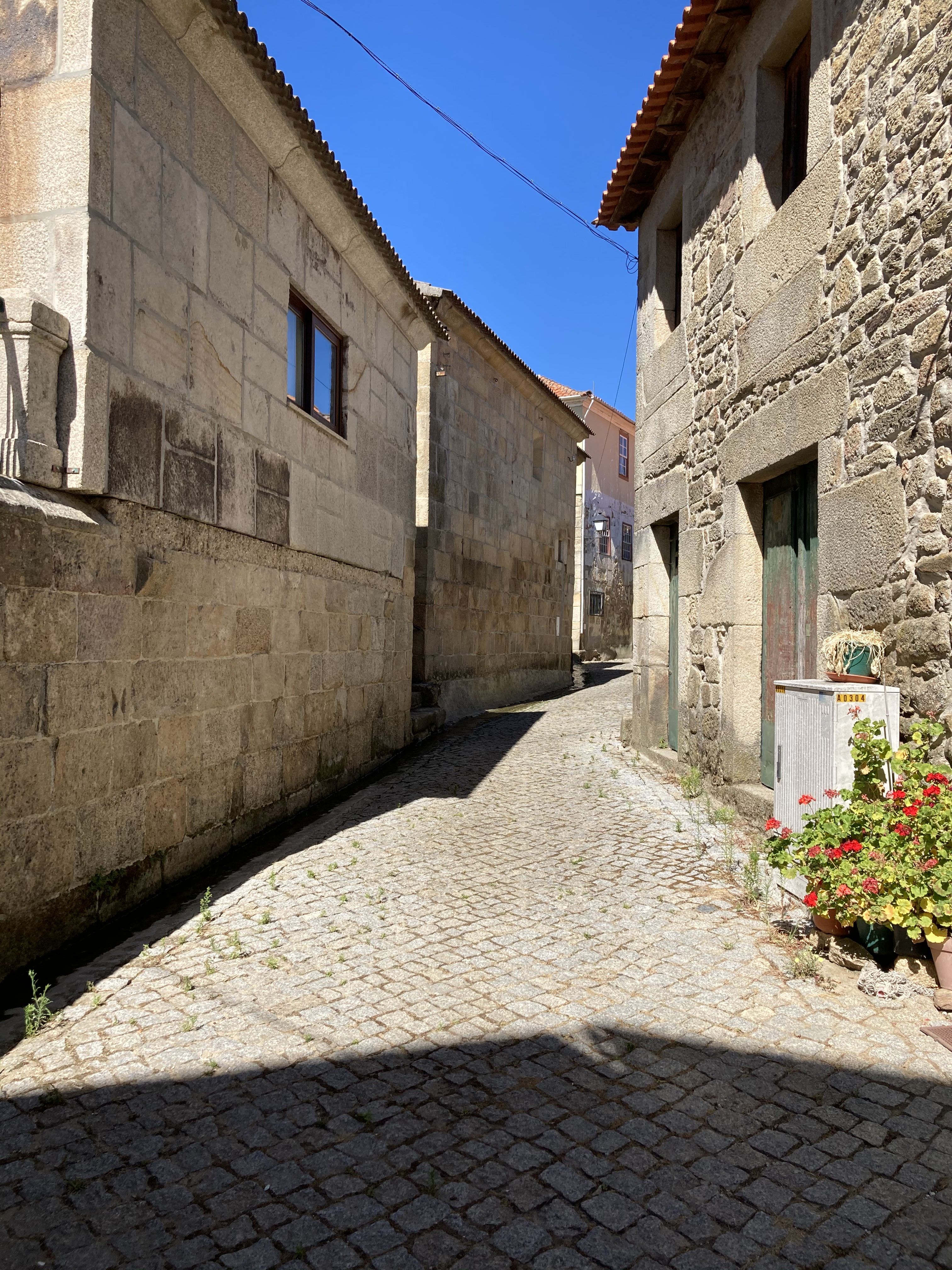
A Rua de Trás da Igreja, no centro de São Cosmado.

## Economia e desenvolvimento
A agricultura da freguesia resume-se praticamente ao cultivo da maçã. No entanto, a vinha tem também uma pequena representação.
São Cosmado conta com serviços de apoio aos idosos, a cargo da Associação de Solidariedade Social e Recreativa de São Cosmado, que presta apoio nas valências de centro de dia e apoio domiciliário. Em Abril de 2011 a associação inaugura uma nova infraestrutura, apoiada financeiramente pelo Programa de Alargamento da Rede de Equipamentos Sociais – PARES e pela Câmara Municipal de Armamar.
Através de acordos firmados com o Centro Distrital de Viseu, Instituto de Segurança Social, I.P., presta apoio a 85 utentes nas valências de lar de idosos, serviço de apoio domiciliário e centro de dia.
Para o público infantil, possui uma creche, totalmente equipada com capacidade para 33 crianças.

## Demografia
A população registada nos censos foi:
| Distribuição da População por Grupos Etários | Distribuição da População por Grupos Etários | Distribuição da População por Grupos Etários | Distribuição da População por Grupos Etários | Distribuição da População por Grupos Etários |
| -------------------------------------------- | -------------------------------------------- | -------------------------------------------- | -------------------------------------------- | -------------------------------------------- |
| Ano                                          | 0-14 Anos                                    | 15-24 Anos                                   | 25-64 Anos                                   | > 65 Anos                                    |
| 2001                                         | 105                                          | 109                                          | 333                                          | 160                                          |
| 2011                                         | 57                                           | 68                                           | 289                                          | 184                                          |
| 2021                                         | 27                                           | 34                                           | 217                                          | 236                                          |

## Ordenaçãoheráldicado brasão e bandeira
Brasão de Armas
Armas
- Escudo de vermelho;
- Coroa mural de prata de quatro torres, por ter sido elevada à categoria de vila;
- Listel branco com a legenda a negro “S. COSMADO - ARMAMAR”;
- Torre de prata lavrada de negro, aberta e iluminada de verde, representando a torre de pedra mandada edificar por D.Tedo, assim como a antiguidade do povoamento e o património cultural e edificado de S.Cosmado;
- Dois vasos de farmacia de ouro nos flancos, em representação dos oragos da freguesia: os Santos Cosme e Damião, assim como a religiosidade da população;
- Cacho de uvas de cor purpura, sustidos de prata, que representa a vitivinicultura e todas as actividades económicas praticadas na vila de S.Cosmado.

Bandeira - Esquartelada de branco e vermelho, cordões e borlas de prata e vermelho. Haste e lança de ouro.
- Publicada no Diário da República III Série de 29 de maio de 2001:

## Festas e romarias
S.Cosmado
- Festas em honra dos Santos Cosme e Damião: 27 de Setembro
- Festa em honra da Nossa Senhora da Boa Viagem: Último fim-de-semana de Julho

Contim
- Festa em honra de Na. Sra. dos Milagres : Primeiro domingo de Agosto

Cardais
- Festas em honra de São João Baptista: 24 de Junho

Lapinha
- Festa em honra de São Francisco de Assis: 5 de Outubro

## Personalidades
Naturais de São Cosmado incluem:
- Francisco Gomes Teixeira
- Paulo Pombo
- Coronel Eng. Pedro Gomes Teixeira, irmão do insigne matemático Francisco Gomes Teixeira.
- Dr. Scipião José de Carvalho, nasceu em 1865 e faleceu em 1926. Médico notável. Foi facultativo Municipal de Armamar.
- Dr. Aníbal Scipião Gomes de Carvalho, filho de Scipião José de Carvalho foi lente de Matemática na Universidade do Porto.

## Ordenanças de São Cosmado
Capitães
- Luís de Mendonça Cardoso Madeira, capitão-mor
- Francisco José de Sousa Madeira, capitão-mor
- José António de Gouveia Magalhães Couraça, capitão-mor em 21 de Junho de 1779, vago por escusa do anterior
- António José Vaz da Silva, capitão-mor em 6 de Maio de 1797, vago por morte do anterior
- Luís Ferreira de Carvalho, capitão-mor em 12 de Setembro de 1810, vago pela reforma do anterior

Outros oficiais
- Luís de Mendonça Cardoso Madeira, sargento-mor em 19 de Dezembro de 1757
- José Vaz, sargento-mor em 30 de Julho de 1764, vago pela promoção do anterior a capitão-mor da Capitania
- Luís Cardoso Pinto da Fonseca, sargento-mor em 10 de Setembro de 1770, vago por morte do anterior
- José António de Gouveia Magalhães Couraça, sargento-mor
- António José Vaz da Silva, sargento-mor em 28 de Fevereiro de 1780, vago por promoção do anterior a capitão-mor da capitania
- Luís Ferreira de Carvalho, sargento-mor
- Manuel Gomes de Carvalho, sargento-mor em 15 de Maio de 1811, vago pela promoção do anterior a capitão-mor da capitania